# 埃及 (喬治亞州)
埃及（英語：Egypt）是位於美國喬治亞州埃芬漢縣的一個非建制地區。該地的面積和人口皆未知。

## 地理
埃及的座標為32°27′43″N 81°28′26″W / 32.46194°N 81.47389°W，而該地的平均海拔高度為40米（即131英尺）。